# Gregor von Zirkel

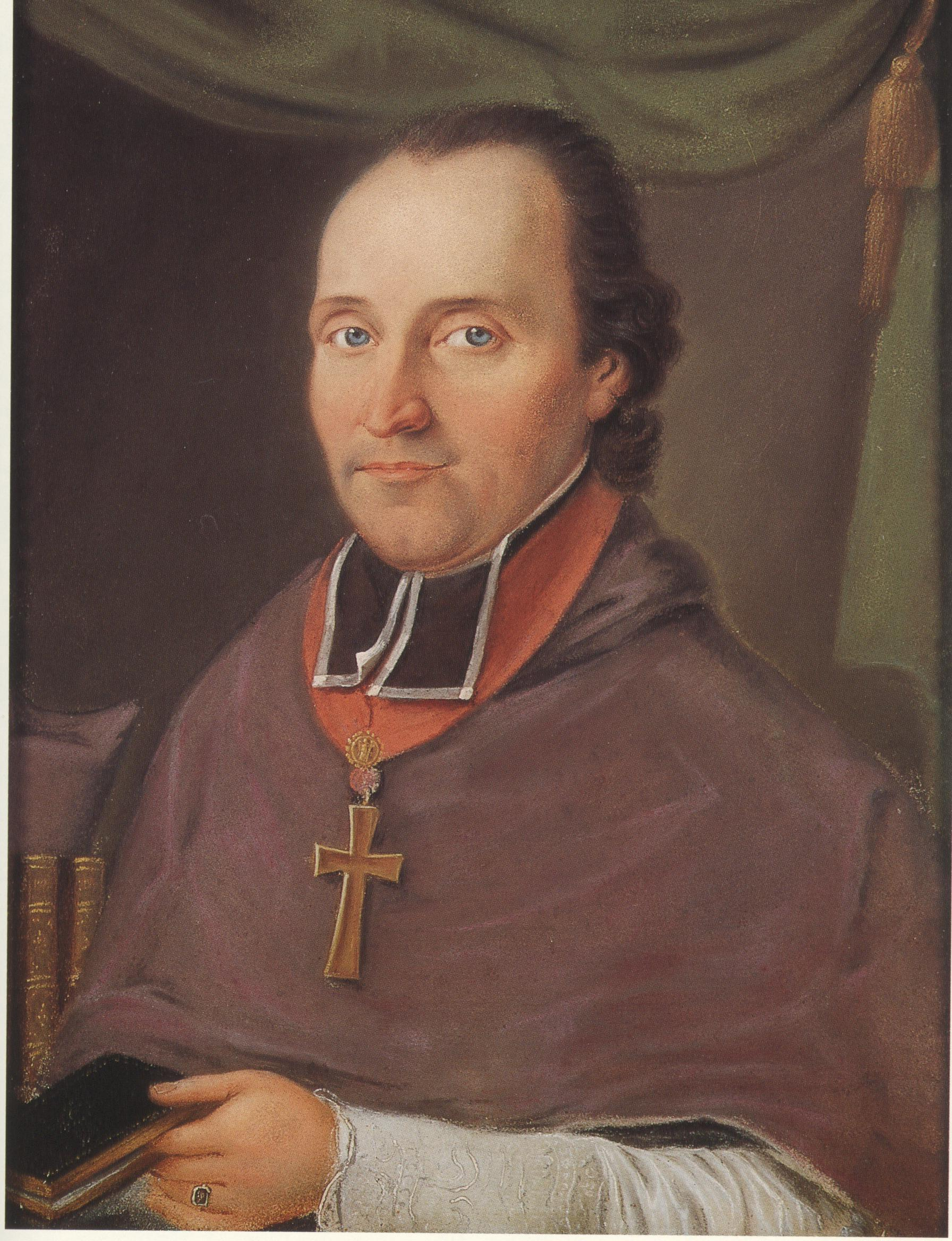
Gregor von Zirkel, zeitgenössisches Pastellbild, um 1810

Gregor Zirkel, ab 1814 Ritter von Zirkel, latinisiert Gregorius von Zirkel (* 2. August 1762 in Sylbach, heute ein Ortsteil von Haßfurt; † 18. Dezember 1817 in Würzburg), war von 1802 bis 1817 (letzter) Weihbischof in Würzburg und wurde am 25. Oktober 1817, wenige Wochen vor seinem Tod, zum ersten Bischof der wiedererrichteten Diözese Speyer ernannt. Er starb jedoch noch vor seiner päpstlichen Bestätigung, weshalb er nicht in der offiziellen Bischofsliste erscheint.

## Leben
Gregor Zirkel wurde in dem unterfränkischen Weiler Sylbach als Sohn eines Hammerschmiedes geboren. Er besuchte das Gymnasium der Augustiner in Münnerstadt, studierte Philosophie zu Bamberg und erwarb 1780 den Doktorgrad in diesem Fach. Im folgenden Jahr trat er zu Würzburg in das theologische Seminar ein, um Priester zu werden. An der dortigen Universität studierte er Theologie und graduierte 1786 zum Lizentiaten. Am 23. September gleichen Jahres erhielt er in Würzburg die Priesterweihe und ging in die Seelsorge, zunächst nach Ebrach, dann nach Arnstein.
1789 berief man den jungen Geistlichen zum Subregens des Klerikalseminars Würzburg, 1791 erwarb er den theologischen Doktorgrad, 1792 erhielt er ein Kanonikat am Kollegiatskapitel Neumünster. Im Jahre 1795 erfolgte die Berufung zum außerordentlichen Professor, 1797 zum ordentlichen Professor der theologischen Fakultät, im Fachbereich „Orientalische Sprachen“. 1799 avancierte er zum Regens des Theologenseminars und zum Geistlichen Rat. 1800 erfolgte ein Ruf an die Universität Königsberg den der Franke aber nicht annahm.
Am 27. April 1802 ernannte Fürstbischof Georg Karl von Fechenbach, empfohlen von Geheimreferendar Johann Michael von Seuffert (1765–1829), Zirkel zum Weihbischof in Würzburg und zum Titularbischof von Hippos in Palästina, gleichzeitig übernahm er die Leitung der „geistlichen Regierung“ im Fürstbistum. Die Bischofsweihe erhielt er am 28. Oktober des Jahres vom Würzburger Bischof.
Obwohl Gregor Zirkel in jungen Jahren dem gängigen Zeitgeist der Aufklärung zuneigte, wurde er, wie auch in bereits als Subregens des Priesterseminars 1793 in der Karwoche mit seinem Lehrer, dem Professor für Kirchengeschichte Franz Berg in der Würzburger Hofkirche auf Wunsch von Fürstbischof Franz Ludwig von Erthal gehaltenen „Predigten über die Pflichten der höhern und aufgeklärten Stände bey den bürgerlichen Unruhen unserer Zeit“ ersichtlich, nach und nach zu einem dezidierten Verfechter der traditionellen kirchlichen Lehre und der kirchlichen Rechte, besonders als das Bistum 1803 an das Kurfürstentum Bayern fiel und man dem Bischof mit dem Verlust der weltlichen Macht auch die geistliche Jurisdiktion streitig machen wollte. Zur Verhinderung irreligiöser Denkweisen verbot er 1807 etwa den Besuch von Vorlesungen des Theologen Michael Schlosser. 1809 setzte der Weihbischof den Ausschluss aller Protestanten von der Universität durch.
Unter der kurzfristigen Regierung des Habsburgers Ferdinand von Toskana als Großherzog von Würzburg (1806–1814) blühte das kirchliche Leben dort wieder kräftig auf. Kopf der katholischen Erneuerungsbewegung  war Gregor Zirkel, der die Einrichtung eines Klerikalseminars in Anlehnung an das Mainzer Institut unter Bischof Joseph Ludwig Colmar und Regens Bruno Franz Leopold Liebermann vorantrieb und auch dort ab 1807 kirchliche Belange vertrat. In dieser Zeit scharte der Weihbischof auch einen Gelehrtenkreis um sich, der auf eine literarische Verteidigung der katholischen Kirche abzielte, wozu er ab 1810 die „Literaturzeitung für katholische Religionslehrer“ als Sprachrohr herausgab.
Bischof Fechenbach war 1808 gestorben und Weihbischof Zirkel leitete das Diözesangebiet seither alleinverantwortlich als Vikariat. Erst nach seinem Tod wurde der Bischofsstuhl 1818 wieder besetzt und das Bistum territoriell neu begrenzt. Als Würzburg 1814 erneut an Bayern fiel, blieb Zirkel der unerschütterliche Verteidiger der kirchlichen Rechte gegenüber der aufklärerischen bayerischen Regierung unter Minister Maximilian von Montgelas. Auch bekämpfte er vehement in Wort und Schrift die nationalkirchlichen Ideen Ignaz Heinrich von Wessenbergs. In seiner Publikation „Die deutsche katholische Kirche, oder Prüfung des Vorschlages zur neuen Begründung und Errichtung der deutschen Kirche“. (Frankfurt am Main, 1817) beschränkte sich Zirkel nicht allein auf die Widerlegung der Vorschläge Wessenberg’s, sondern er verteidigte darin nachhaltig die Positionen des Hl. Stuhls.
Dennoch fand König  Max I. Joseph Gefallen an dem offenen und geradlinigen Kirchenmann. Schon 1814 zeichnete er ihn mit dem Komturkreuz des höchsten bayerischen Verdienstordens der Bayerischen Krone aus, verbunden mit dem persönlichen Adelsstand und der Ernennung zum Reichsrat der Krone Bayerns auf Lebenszeit. Als im Rahmen der kirchlichen Neuordnung in Bayern, aufgrund des vom Pfälzer Kardinal Johann Casimir Häffelin ausgehandelten Konkordats vom 5. Juni 1817, das Bistum Speyer wiedererstand, ernannte der König am 25. Oktober 1817 Gregor von Zirkel, der sich bereits nach dem Übergang des Großherzogtums Würzburg an Bayern 1814 für dieses Konkordat eingesetzt hatte, zum ersten Speyerer Bischof. Noch bevor die päpstliche Bestätigung der Ernennung eintraf – welche zweifelsohne erfolgt wäre – verstarb Zirkel am 18. Dezember gleichen Jahres in Würzburg. Stattdessen wurde am 5. Februar 1818 der staatskirchlich orientierte Matthäus Georg von Chandelle zum Bischof von Speyer ernannt und am 18. Mai vom Papst bestätigt.
Wegen der fehlenden päpstlichen Bestätigung wird Gregor von Zirkel nicht als erster Speyerer Bischof der neuen Diözese geführt, obwohl er bereits dazu ernannt war.
Laut der offiziellen Website des Priestervereins der Diözese Speyer im Bayerischen Klerusverband, gehörte Gregor von Zirkel, neben Bischof Johann Michael Sailer und dem Theologieprofessor Johann Adam Möhler zu den drei Priestergestalten, welche 1919, bei der Gründung der Vereinigung, ausdrücklich als deren Vorbilder angesehen wurden.

## Schriften (Auswahl)
- mit Franz Berg: Predigten über die Pflichten der höhern und aufgeklärten Stände bey den bürgerlichen Unruhen unserer Zeit […]. Stahel, Würzburg 1793.